# All Nighter
All Nighter (Brasil: Uma Noite e Tanto / Portugal: Que Loucura de Noite!) é um filme de comédia estadunidense de 2017, dirigido por Gavin Wiesen e escrito por Seth W. Owen. O filme é estrelado por Emile Hirsch, J.K. Simmons e Kristen Schaal. A filmagem principal começou em 6 de julho de 2015 em locais de Los Angeles, Califórnia.
O filme foi lançado em um lançamento limitado em 17 de março de 2017, antes de ser lançado através de vídeo sob demanda em 24 de março de 2017, pela Good Deed Entertainment.

## Sinopse
Quando um pai workaholic (Simmons) tenta visitar sua filha em uma parada de última hora em Los Angeles descobre que ela desapareceu, ele força seu ex-namorado desajeitado e nervoso (Hirsch), ainda amamentando um coração partido, a ajudar ele a encontrá-la ao longo de uma noite cada vez mais louca.

## Elenco
- J. K. Simmons como Mr. Gallo[7]
- Emile Hirsch como Martin[7]
- Kristen Schaal como Roberta[8]
- Jon Daly como Jimothy[9]
- Taran Killam como Gary[9]
- Hunter Parrish como Kip[9]
- Meta Golding como Kelly
- Analeigh Tipton como Ginnie[9]
- Shannon Woodward como Lois[9]
- Jon Bass como Trevor
- Stephanie Allynne como Tracy
- Rebecca Drysdale como Lizzie
- Xosha Roquemore como Megan
- Milana Vayntrub como Terri Sadler

## Produção
Em 30 de abril de 2015, foi anunciado que Gavin Wiesen iria dirigir a comédia The Runaround baseada no roteiro de Seth W. Owen, que estrelaria J.K. Simmons como um pai workaholic e Emile Hirsch como o ex-namorado de sua filha. Os produtores do filme seriam Mandy Tagger e Adi Ezroni através da Spring Pictures, Ron Perlman e Josh Crook através do Wing and a Prayer Pictures, juntamente com P. Jennifer Dana. Em 24 de julho de 2015, Kristen Schaal se juntou ao elenco. Em 06 de agosto de 2015, mais membros do elenco foram anunciados, incluindo Jon Daly, Taran Killam, Hunter Parrish, Analeigh Tipton, BoJesse Christopher, e Shannon Woodward.

### Filmagem
A filmagem principal do filme começou em 6 de julho de 2015 em Los Angeles.

## Lançamento
Em novembro de 2016, a Good Deed Entertainment adquiriu os direitos de distribuição dos EUA ao filme. O filme teve um lançamento limitado em 17 de março de 2017, antes de ser lançado por meio de vídeo on demand em 24 de março de 2017.

## Recepção
O filme recebeu críticas negativas, atualmente com uma classificação de 8% no site Rotten Tomatoes , com base em 13 avaliações, com uma audiência média de 34%.